# 零式運輸機
零式運輸機（零式輸送機）為日本帝國海軍於太平洋戰爭時以美國道格拉斯DC-3客機設計改造的運輸機，海軍編號L2D，盟軍代號Tabby。

## 簡介
日本海軍在1930年代後期的空中運輸核心為九七式飛行艇與九六式陸上攻擊機的改造型，但這兩款飛機的運輸能力在傘兵部隊編成以後仍屬不足，為此日本海軍評估之後希望引入美國在1936年投入民間市場的的DC-3客機作為新型運輸機。
由於當時日本各家飛機製造商並無多餘產能，因此對美交涉由三井財閥於1937年6月5日新成立昭和飛機工業與美國道格拉斯飛行器公司接洽。雙方於1938年2月28日簽約，昭和飛機工業以9萬美金購入DC-3生產授權與5架飛機零件，而日本海軍則對三井保證生產飛機海軍將全部購入。
日方於同年3月開始在日本進行相關準備，設計圖於8月取得，但由於生產技術不熟練之緣故，第一架授權機至1939年9月才組裝完成，剩餘4架直到1941年5月組裝完成；在組裝期間日本海軍積極進行日本版DC-3的仿製，包括更換引擎、動力增加後的補強結構等，日本版DC-3於1941年7月15日首飛，同年12月開始量產，以日本海軍編年方式應稱為一式運輸機，但不明原因最後定名為零式運輸機。
零式運輸機在1942至1945年間共生產486架，大部分是昭和飛機工業生產，中島飛機在戰爭初期因昭和產能不足曾進行少量生產，數量約為70架，由於日本海軍的陸上運輸與轉場僅此一款機種，因此戰損也多，到日本投降時零式運輸機僅剩38架。
曾有记录显示中華民國芷江受降時日軍代表團乘坐的是零式運輸機，但实际上当时使用的是三菱百式運輸機。

## 生產型號
D1號運輸機（L2D1）
由道格拉斯提供的5架DC-3零件，1938年8月在日本進行組裝，1939年9月第一架完成，隨後1.3.4號機交付大日本航空專飛日華航線與日滿航線，飛機名稱分別為櫻・榊・梓。2.5號機於1940與1941年各交付1架給日本海軍，軍用編號為D1號運輸機 L2D1
零式運輸機十一型（L2D2）
為應映日製化日本將DC-3設計進行大規格修改，主要改造內容將美國零件規格通通日本化，並將R-1820發動機更換為三菱生產的金星四三型，針對傘兵運輸機與引擎強化規格進行飛機結構強化以及艙門擴大，原型機於1941年7月15日試飛，同年12月開始量產，最早稱為D2號運輸機 L2D2，1943年改名為零式運輸機。因為昭和飛機工業的產能不足，因此由曾經生產過DC-2的中島飛機生產了70架零式運輸機應急。
除了可搭載乘客的標準型以外，另外還生產專為貨物運輸的零式貨物運輸機十一型(L2D2-L)，與標準型不同處為拆除部分乘客座位，補強了機身下方與引擎結構，並在機身下方增設增加升力裝置。
零式運輸機二二型（L2D3）
1942年後由昭和飛機進行改良的機型，最早被稱為D2號運輸機改，在1943年更換編號
主要改良點是引擎更換為出力1300匹馬力的的金星五一/五二/五三型發動機，增設機翼燃料箱、駕駛座左右增設3個觀測窗改善駕駛員視野；與十一型相同也推出了專門運輸貨物的零式貨物運輸機二二型(L2D3-L)。由於戰局的惡化因此昭和又推出了二二型甲(L2D3a)，在操作室上方增設大型觀景窗，並在機身側面與上方增設3具防衛機槍。
零式運輸機二三型（L2D4）
更換出力1500批馬力的金星六二型發動機，而貨物運輸型（L2D4-L）尚在試製階段戰爭即結束，並未量產
零式運輸機三三型（L2D5）
二三型全木製化版本，在試製期間戰爭結束